# Barbara Cooper (Squashspielerin)
Barbara Cooper (* 8. Oktober 1949 in Brighton als Barbara Diggens) ist eine ehemalige englisch-kanadische Squashspielerin und heutige Trainerin.

## Karriere
Barbara Cooper begann ihre Karriere Ende der 1970er-Jahre. Ihren größten Erfolg erzielte sie mit der britischen Nationalmannschaft, mit der sie 1979 Weltmeisterin wurde. 1983 erreichte sie mit der englischen Mannschaft erneut das Finale, blieb in der Partie gegen Australien, die mit 1:2 verloren ging, aber ohne Einsatz. Zudem gewann sie mit der Mannschaft von 1980 bis 1983 vier Titel in Folge bei Europameisterschaften. Bereits ab 1979 war sie bis 1986 gleichzeitig auch Trainerin der Nationalmannschaft Englands. 1988 zog sie nach Toronto und nahm 1994 im Alter von 45 Jahren mit der kanadischen Nationalmannschaft an der Weltmeisterschaft teil, die am Ende Zwölfter wurde. 
Zwischen 1979 und 1994 nahm sie fünfmal an Weltmeisterschaften im Einzel teil. 1981 erreichte sie mit dem Viertelfinale ihr bestes Resultat. In der Weltrangliste erreichte sie mit Rang acht ihre höchste Platzierung.
Nach ihrer Karriere als Spielerin wurde sie in ihrer Wahlheimat Kanada Trainerin in Vollzeit.

## Erfolge
- Weltmeister mit der Mannschaft: 1979
- Europameister mit der Mannschaft: 4 Titel (1980–1983)